# Parafia św. Franciszka Serafickiego w Poznaniu
Parafia św. Franciszka Serafickiego w Poznaniu – rzymskokatolicka parafia  w dekanacie Poznań – Stare Miasto obejmująca terytorialnie okolice południowej części ulicy Garbary.
Parafia prowadzona jest przez ojców franciszkanów. Przy kościele znajduje się klasztor, w którym mieści się kuria prowincjonalna.
Od 2022 proboszczem parafii jest o. dr Ambroży Jarosław Okroy.

## Grupy parafialne
- III Zakon św. Franciszka, FRA
- Róże Różańcowe, Ministranci,
- Rycerze św. Franciszka,
- Lectio Divina